# Кабай, Йоан
Йо́ан Каба́й (фр. Yohan Cabaye, французское произношение: [jɔ.an ka.baj]; 14 января 1986, Туркуэн) — французский футболист, центральный полузащитник.

## Клубная карьера

### «Лилль»
Кабай начал играть в футбол в пять лет в академии одноимённого клуба из родного города Туркуэн. После семи лет, проведённых в академии, его заметили в клубе «Лилль». Кабай провёл 6 лет в молодёжной команде клуба, после чего состоялся его дебют в профессиональном футболе в сезоне 2004/05. В этом же сезоне игрок помог завоевать своей команде Кубок Интертото. В следующем сезоне Кабай стал игроком стартового состава и впервые принял участие в Лиге чемпионов под руководством Клода Пюэля. Руди Гарсия, пришедший на смену Пюэлю, поставил Кабая на место плеймейкера. Именно на этой позиции игрок раскрылся с лучшей стороны. Самым успешным для Кабая стал сезон 2009/10, в котором футболист забил 15 мячей, играя на позиции полузащитника. В сезоне 2010/11 Кабай помог «Лиллю» выиграть дубль, победив в Лиге 1 и Кубке страны. Своей впечатляющей игрой привлёк интерес многих европейских клубов, в том числе интерес «Ньюкасла».

### «Ньюкасл Юнатед»
В июне 2011 года Кабай подписал пятилетний контракт с клубом английской Премьер-лиги «Ньюкасл Юнайтед». Первый гол в составе «сорок» забил в матче 9-го тура чемпионата Англии 2011/12 против клуба «Уиган Атлетик», принеся победу своей команде со счётом 1:0. В следующей игре за «Ньюкасл» в Кубке лиги против «Блэкберн Роверс» Йоан отличился во второй раз, забив со штрафного удара на 96-й минуте матча, переведя игру в дополнительное время. В первом матче 2012 года Йоан забил мяч в ворота «Манчестер Юнайтед» со штрафного удара, послав его точно в девятку. Этот мяч стал вторым для «Ньюкасла» в той встрече, в итоге она завершилась победой «сорок» со счётом 3:0.

### «Пари Сен-Жермен»
Зимой 2014 года в услугах Кабая были заинтересовано несколько европейских клубов (среди них «Манчестер Юнайтед» и «Пари Сен-Жермен»). В итоге борьбу за полузащитника выиграл именно французский клуб. 29 января Кабай прошёл медосмотр и поставил подпись под контрактом сроком на три с половиной года. По информации французской прессы трансфер обошёлся парижанам в €20 млн.

### «Кристал Пэлэс»
Летом 2015 года Кабай перешёл в «Кристал Пэлас» за €14 млн. В первом же своем матче после возвращения в Англию забил в ворота «Норвича».

### «Аль-Наср»
3 июля 2018 года француз, будучи свободным агентом, подписал двухлетний контракт с дубайским клубом «Аль-Наср».

## Выступления за сборную
На молодёжном уровне сыграл около 30 матчей, а в 2010 году впервые получил вызов в первую сборную Франции. За 25 матчей, проведенных в составе национальной сборной забил два гола, один из которых на чемпионате Европы-2012, а другой в товарищеской встрече против сборной Австралии в октябре 2013 года.

## Характеристика
Отличается высоким мастерством исполнения штрафных ударов, а также талантом бить с дальнего расстояния.

## Достижения
«Лилль»
- Чемпион Лиги 1: 2010/11
- Обладатель Кубка Франции: 2011
- Обладатель Кубок Интертото: 2004

«ПСЖ»
- Чемпион Лиги 1 (2): 2013/14, 2014/15
- Обладатель Кубка французской лиги (2): 2013/14, 2014/15
- Обладатель Кубка Франции: 2014/15

Сборная Франции
- Финалист чемпионата Европы: 2016

## Личная жизнь
У Йоана и его жены Фионы трое дочерей: Мила (род. 24.12.2009), Шарлиз (род. 01.09.2013) и Роми (род. 27.05.2015).
Активно дружит семьями и поддерживает связь с бывшим одноклубником по «Ньюкаслу» и «Лиллю» Матьё Дебюши. Их дружба началась ещё со времён совместного выступления за французский клуб. В 2007 году Кабай был свидетелем на свадьбе Матьё, а тремя годами позже Дебюши был свидетелем на свадьбе Йоана. Дружит и с другим одноклубником по «Лиллю» Эденом Азаром.